# Молев, Евгений Александрович
Евге́ний Алекса́ндрович Мо́лев (18 января 1947, Пинск, Брестская область, Белорусская ССР — 16 августа 2021, Нижний Новгород) — советский и российский историк-антиковед, археолог, доктор исторических наук, профессор, декан исторического факультета (2002—2012), заведующий кафедрой археологии, искусствоведения и музеологии (2010—2014) Нижегородского государственного университета им. Н. И. Лобачевского, специалист по античной истории и археологии Северного Причерноморья.

## Биография
Родился в городе Пинске Брестской области Белорусской ССР в семье военного. Окончил школу в городе Кстово, Горьковской области. В 1964 году поступил на историко-филологический факультет Горьковского государственного университета, где его учителем был В. Г. Борухович. Участвовал в археологических экспедициях под руководством В. Ф. Гайдукевича в Мирмекии и Н. Л. Грач в Нимфее. После окончания университета работал в Керченском музее-заповеднике. В 1968—1970 годах работал социологом в Горьком. В 1970 году вернулся в Керченский музей-заповедник, где работал до 1976 года научным сотрудником и заведующим отделом. С 1975 года возглавил Китейскую археологическую экспедицию. В 1977 году переехал в Анапу, работал научным сотрудником Анапского краеведческого музея.
В 1977 году под руководством В. Г. Боруховича защитил кандидатскую диссертацию «Черноморская держава Митридата Евпатора» (оппоненты — Э. Д. Фролов, А. Н. Щеглов).
В 1978—1992 годах работал преподавателем и заведующим кафедрой всеобщей истории Белгородского государственного педагогического института (ныне — Белгородский государственный университет). С 1986 года — доцент, с 1996 — профессор. В 1992 году вернулся в Нижний Новгород, преподавал в Нижегородском государственном университете.
В 1994 году защитил докторскую диссертацию «Политическая история Боспора в период эллинизма, III- первая половина I в.до н. э.».
В 1997—2004 годах заведовал кафедрой истории древнего мира и средних веков, способствовал открытию кафедры археологии, искусствоведения и музеологии, заведующим которой был в 2011—2014 годах. В 2002—2012 годах был деканом исторического факультета ННГУ. В 1996—2002 годах был заведующим кафедрой всеобщей истории в Нижегородском государственном педагогическом университете. С 2013 года — профессор кафедры истории древнего мира и классических языков ННГУ.
Скончался на 75-м году жизни 16 августа 2021 года в Нижнем Новгороде.
Жена — Молева Наталья Владимировна, также историк и археолог, кандидат исторических наук, доцент кафедры истории древнего мира и классических языков Института международных отношений и мировой истории НИУ «Нижегородский государственный университет им Н. И. Лобачевского».

## Награды и почетные звания
- Отличник народного просвещения (1992).
- Почетный работник высшего профессионального образования Российской Федерации (2006).
- Заслуженный работник высшей школы Российской Федерации (2012)[7].

## Ученики
- Болгов, Николай Николаевич (род. 1965 г., Белгород), доктор исторических наук, профессор.
- Ващева Ирина Юрьевна, доктор исторических наук, профессор.
- Панов Александр Ростиславович (род. 1973 г., Горький), доктор исторических наук, профессор.[8]

## Научная деятельность
Область научных интересов — античная история и археология Северного Причерноморья.
Начальный этап научной деятельности связан с изучением политики и личности Митридата VI Евпатора. Этому правителю посвящена кандидатская диссертация и монография «Властитель Понта» (1995). В центре внимания исследователя политика понтийского царя, связанная с Боспором. В работах о Митридате VI его объединительная деятельность, направленная на создание Черноморской державы, рассматривается как закономерное явление, вызванное и стремлением греков защититься от соседей-кочевников, и нежеланием греческих полисов оказаться под властью римлян, и надеждой на развитие торговли в Причерноморском регионе.
Одним из главных объектов изучения Е. А. Молева является Боспорское царство от поселений первых колонистов до государства эллинистического периода и позднеантичной и ранневизантийской эпох. В работах исследователя постоянно присутствует тема контактов греков с туземными народами (скифами, меотами, сарматами) в экономической, политической и культурной сферах. Молев уточнил ряд спорных датировок правления царей из династии Спартокидов, правивших во II в. до н. э. Относительно времени правления архонта Гигиенонта, о котором в науке продолжается многолетняя дискуссия, исследователь пришел к выводу, что архонт правил в начале второй половины II в. до н. э. В отношении вопроса о характере государственности Боспора Е. А. Молев считает, что Боспор при Спартокидах и при Митридате VI не был эллинистическим государством.
Археологическое изучение боспорского городка Китея, располагавшегося в 40 км к югу от боспорской столицы Пантикапея, стало ещё одним направлением научной активности Е. А. Молева, который с 1975 года был руководителем Китейской археологической экспедиции.

## Основные работы
- Митридат Евпатор. Создание Черноморской державы. Саратов: Изд-во СГУ, 1976. 76 с.
- К вопросу о происхождении династии понтийских Митридатов // Вестник древней истории. 1983. № 4. С. 131—139.
- Боспор в период эллинизма. Н. Новгород: Изд-во ННГУ, 1994. 140 с.
- Властитель Понта. Н. Новгород: Изд-во ННГУ, 1995. 144 с.
- Политическая история Боспора VI—IV вв. до н. э. Учебное пособие. Н. Новгород: Изд-во ННГУ, 1997. 118 с.
- Практическое пособие по древнегреческому языку: Учеб. пособие / Е. А. Молев, А. В. Махлаюк. Н. Новгород: Изд-во Нижегор. ун-та, 1998. 96 с.
- Эллины и варвары: На северной окраине античного мира. М.: Центрполиграф, 2003. 397 с.
- Боспорский город Китей. Боспорские исследования. Симферополь-Керчь, 2010. (соавтор Н. В. Молева)
- Исторический факультет Нижегородского государственного университета им. Н. И. Лобачевского. Н. Новгород: Изд-во ННГУ, 2011. 323 с.
- Иллюстрированная хроника Китейской экспедиции. Н. Новгород: ННГУ. 2013.
- История исследования семантики образа зайца в греко-скифской торевтике // Вестник НГУ. 2015. № 2. С. 57-65.
- Боспорский город Китей. Вып. 2. Симферополь-Керчь, 2016. (соавтор Н. В. Молева)
- Боспорские древности. Н. Новгород: Изд-во ННГУ, 2017. 338 с.
- Морской фактор в борьбе Понта с Римом // УЗ КФУ им. В. И. Вернадского. Симферополь: Изд-во Крым. ун-та. Т. 5(71). № 1. 2019. С. 93-102.
- Керамический медальон с изображением Асклепия и Артемиды из Китея // XXI Боспорские чтения. Боспор Киммерийский и варварский мир в период античности и средневековья. Объекты искусства в археологическом контексте. Симферополь, 2020. С. 250—255. (соавт. Н. В. Молева)[9]